# 헬로 베이비
헬로 베이비는 KBS joy에서 방송되었던 프로그램이다. 가수들이 아기와 함께 겪게 되는 과정을 그린 성장 프로그램이다.
- 소녀시대의 헬로 베이비
- 샤이니의 헬로 베이비
- 티아라의 헬로 베이비
- 슈퍼주니어와 씨스타의 헬로 베이비
- 엠블랙의 헬로 베이비
- B1A4의 헬로 베이비
- 보이프렌드의 헬로 베이비